# Oskar Gröning
Oskar Gröning (10. června 1921 Nienburg, Dolní Sasko – 9. března 2018) byl německý dozorce, který pracoval v koncentračním táboře Auschwitz. Gröning, přezdívaný „účetní z Osvětimi“, pomáhal např. při třídění věcí zavražděných Židů nebo při tzv. selekci, kdy se rozhodovalo, kteří Židé budou posláni do plynové komory a kteří na nucené práce.
V červenci 2015, ve věku 94 let, byl odsouzen ke čtyřem letům vězení. Podle soudu svým jednáním napomáhal hladkému fungování německé smrtelné mašinerie, a nese tak spoluvinu za smrt nejméně 300 tisíc Židů. Gröning uznává, že nese „morální spoluvinu", proti rozsudku se však odvolal.

## Život
Matka Gröningovi zemřela, když mu byly čtyři roky. Jeho otec byl nacionalista, který po porážce Německa v 1. světové válce vstoupil do paramilitantní skupiny Der Stahlhelm. Otcův nesouhlas s Versailleskou smlouvou ještě vzrostl poté, co v roce 1929 zkrachoval jeho obchod s textilem.
Mladý Gröning počátkem 30. let vstoupil do mládežnické organizace Stahlhelm, později do Hitlerjugend. Po vypuknutí války se stal členem Waffen-SS. Do Osvětimi přijel v roce 1942. Pracoval zde i mezi květnem a červencem 1944 během tzv. maďarské akce, kdy sem nacisté přivezli přes 420 tisíc maďarských Židů. Právě z podílu na jejich smrti byl o mnoho let později obžalován.
Po válce a poté, co byl propuštěn z britského vězení, začal žít v dolnosaském Lüneburgu. Až do důchodu pracoval ve sklářské továrně.
O své minulosti se rozhodl veřejně promluvit, když se setkal se zpochybňováním holokaustu. Podle novináře Stanislava Motla je Gröning vnímán jako jeden z nejtvrdších nepřátel jeho popíračů. Obrazu nacistického válečného zločince se podle Motla kvůli hluboké sebereflexi naprosto vymyká.
V červenci 2015 byl Gröning za podíl na smrti nejméně 300 tisíc Židů odsouzen ke čtyřem letům vězení, ač státní zástupce požadoval o půl roku kratší trest. Gröning se proti rozsudku odvolal. Uznává, že o vraždění Židů věděl, trvá však na tom, že sám nikoho nezabil ani nemučil. I kdyby byl rozsudek nakonec potvrzen, celý trest si pravděpodobně neodpyká – jednak s ohledem na zdravotní stav, jednak by mu mohl být zkrácen až o 22 měsíců coby kompenzace za průtahy. Gröninga totiž bylo možné odsoudit již během vyšetřování na přelomu 70. a 80. let; trestní řízení však tehdy bylo zastaveno.
Proces byl významný i tím, že řeší zásadní otázku trestní odpovědnosti lidí, kteří se na vyvražďování Židů aktivně nepodíleli. Dříve vyšetřovatelé docházeli k závěru, že jednání lidí pracujících v Osvětimi nesouviselo s vražděním. V roce 2011 byl však za napomáhání k masovým vraždám Židů nepravomocně odsouzen dozorce ve vyhlazovacím táboře Sobibor John Demjanjuk (zemřel před vynesením konečného rozsudku), a to přes absenci důkazů, že by se nějaké vraždy dopustil.